# Haris Hajradinović
Haris Hajradinović (Prilep, 1994. február 18. –) bosnyák válogatott labdarúgó, a Kasımpaşa SK középpályása.

## Pályafutása

### Klubcsapatokban
Hajradinović Prilepben született bosnyák szülők gyermekeként, labdarúgó pályafutását pedig a szarajevói Željezničar csapatában kezdte, majd rövid ideig volt a városi rivális Olimpic játékosa is.
2013-ban elhagyta Bosznia-Hercegovinát, légiósnak állt és a horvát Inter-Zaprešićhez szerződött. Fél év múlva, 2013. július 9-én a szlovák Trenčín igazolta le, ahová csapattársával, Milan Rundićcsal együtt írt alá három éves szerződést.
2015 januárjában Hajradinović négyéves szerződést írt alá a belga Genttel. 2016 januárjában, a több játéklehetőség miatt, a belga csapat kölcsönadta a norvég Haugesundnak. Új csapatában 2016. március 13-án debütált, első gólját pedig 2016. május 11-én szerezte az Odd Grenland ellen. 2017 februárjában a Haugesund végleg megvásárolta a Genttől.
2017. augusztus 30-án Hajradinović visszatért Horvátországba, hároméves szerződést kötött az eszéki NK Osijekkel.
2019. január 10-én 2022 nyaráig szóló szerződést írt alá a török élvonalban szereplő Kasımpaşa csapatához. Egy héttel később, a Çaykur Rizespor elleni bajnokin mutatkozott be új együttesében, első gólját pedig az Akhisarspor elleni kupamérkőzésen szerezte. Első bajnoki gólját 2019. május 24-én a Besiktasnak lőtte.

### A válogatottban
Utánpótlás szinten a bosnyák csapatokban lépett pályára, többszörös U19-es és U21-es válogatott.
2019-ben mutatkozott be a bosnyák felnőtt válogatottban, és 2020. szeptember 7-én, egy Lengyelország elleni Nemzetek Ligája-mérkőzésen szerezte első gólját a nemzeti csapatban.